# Едіт Клементс
Едіт Клементс (англ. Edith Clements; 1874 — 1971) — американська вчена, ботанік, піонерка ботанічної екології, перша жінка, яка отримала ступінь доктора філософії в Університеті Небраски. Вона була одружена з ботаніком Фредеріком Клементсом, з яким співпрацювала протягом усього свого професійного життя. Разом вони заснували Альпійську лабораторію, дослідницьку станцію в Пайкс-Пік, штат Колорадо. Клементс також була ботанічною ілюстраторкою, ілюструвала власні книги та спільні публікації з Фредеріком.
Подружжя Клементсів цікавилося вивченням фітогеографії, особливо тих факторів, що визначають екологію рослинності в окремих регіонах, їх називали «найвидатнішою командою чоловіка і дружини з часів Кюрі». Неможливо повністю виокремити роботу кожного з подружжя Клементсів, оскільки вони працювали разом впродовж спільних років життя.

## Юні роки та освіта
Едіт Гертруда Шварц народилася у 1874 році в Олбані, штат Нью-Йорк, у родині Джорджа та Емми Шварц. Її батько був пакувальником свинини з Омахи, штат Небраска. 
Вона здобула освіту в Університеті Небраски (UNL), була обрана у Фі Бета Каппа та отримала ступінь бакалавра німецькою мовою у 1898 році. У 1904 році вона написала дисертацію на тему «Співвідношення структури листка до фізичних факторів».
Шварц розпочала свою кар’єру як викладачка німецької мови в Університеті Небраски (1898–1900). У цей період вона познайомилася зі своїм майбутнім чоловіком, Фредеріком Клементсом, професором ботаніки Університету Лос-Анджелеса, який вплинув на напрям її навчання в аспірантурі. У той час університети Небраски та Міннесоти були центрами вивчення фітогеографії — географічного поширення видів рослин — і вона вирішила зробити це своєю сферою спеціалізації. Едіт Клементс здобула ступінь доктора ботаніки у 1904 році (з додатковим курсом з німецької філології та геології), ставши першою жінкою, яка отримала ступінь доктора філософії в Університеті Небраски.
Едіт та Фредерік одружилися у 1899 році.

## Кар'єра

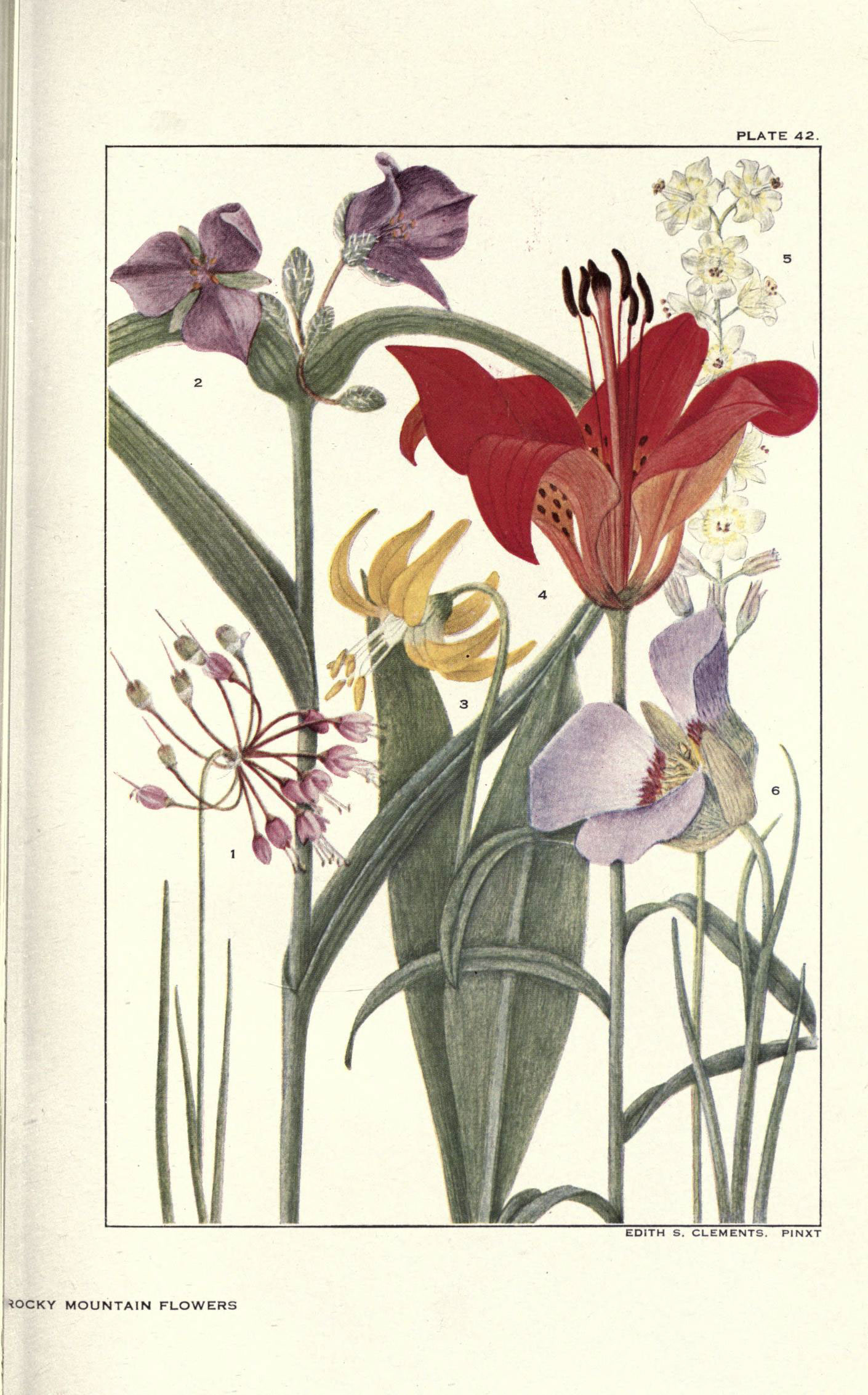
Ілюстрація Клементс до її книги Rocky Mountain Flowers (Plate 42).

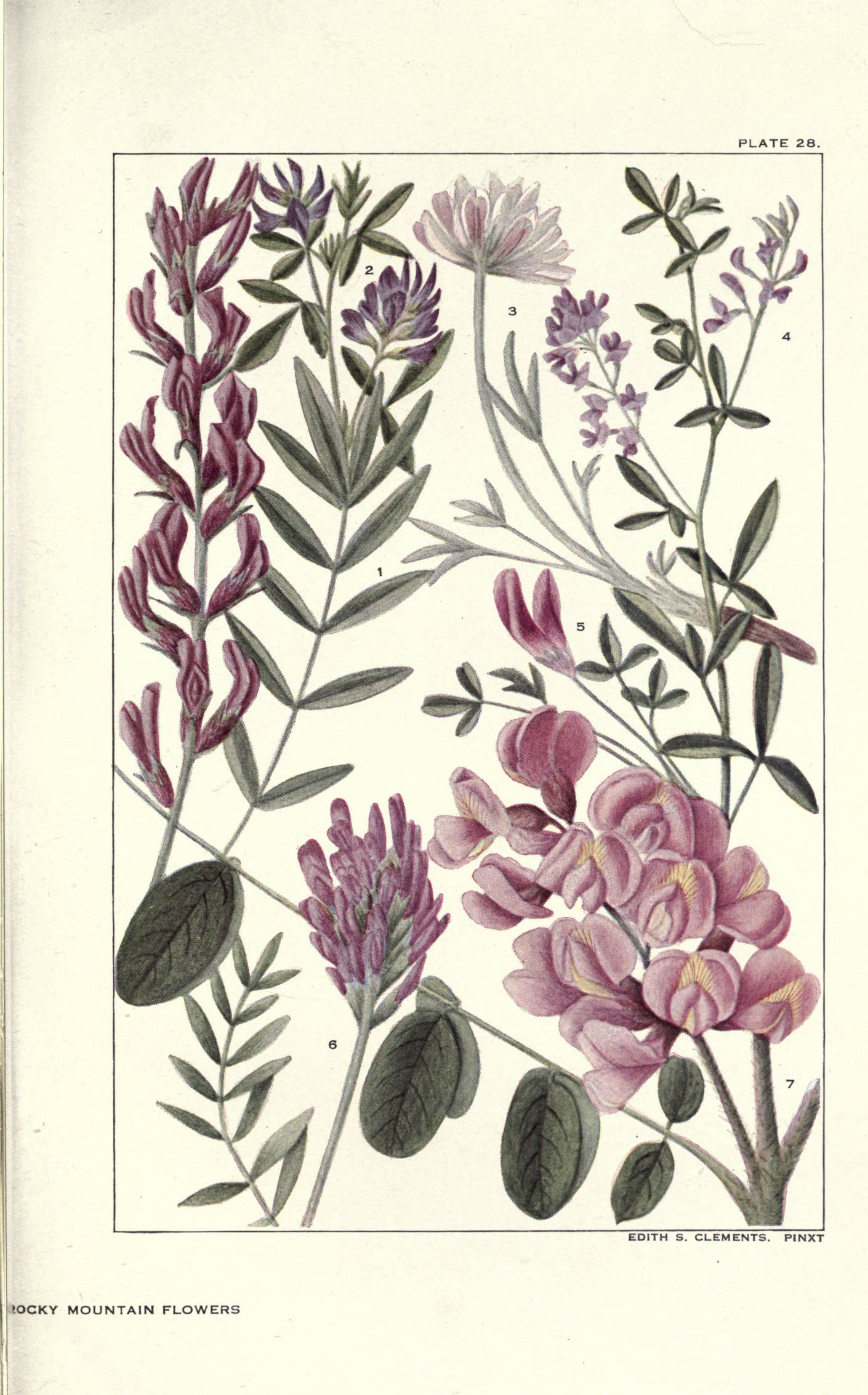
Ілюстрація Клементс до її книги Rocky Mountain Flowers (Plate 28).

Отримавши ступінь доктора філософії, Клементс ропочала роботу асистента з ботаніки в Університеті Невади (1904–07), де викладав Фредерік. Щоб зібрати гроші, вони провели декілька років, збираючи зразки рослин і створили Herbaria Formationum Coloradensium, цінну колекцію з приблизно 530 зразків гірських рослин Колорадо, ретельно анотованих та доповнених 100 фотографіями. Книга була видана у 1903 році в кількості 24 комплектів, які були продані науковим установам. Кілька років по тому вони зібрали ще одну колекцію, яка містить приблизно 615 зразків криптогамів; у 1972 році ця колекція була видана у друкованому вигляді Ботанічним садом Нью-Йорка. 
У 1909 році Клементс отримала посаду викладача ботаніки в Університеті Міннесоти у Міннеаполісі, де Фредерік очолював кафедру ботаніки з 1907 року. У 1917 році Фредерік залишив викладацьку діяльність та почав займатися дослідженнями, які фінансувалися Інститутом Карнегі у Вашингтоні, округ Колумбія. Протягом багатьох років фінансування Інститутом Карнегі підтримувало їхні спільні дослідження, а також Інститут Карнегі призначив Клементс польовим асистентом.
Починаючи з 1917 року, Клементси проводили зиму, займаючись дослідженнями у двох науково-дослідних установах, які фінансувалися Інститутом Карнегі: спочатку в Тусонському інституті в Арізоні, а потім (з 1925 року) в Прибережній лабораторії в Санта-Барбарі, Каліфорнія. Протягом усього цього періоду вони проводили літо на ботанічній станції Альпійська лабораторія на Пайкс-Пік, Колорадо, яку вони створили як тестовий майданчик для акліматизації рослин. Едіт Клементс працювала інструктором ботаніки в Альпійській лабораторії, а Фредерік – директором. Протягом чотирьох десятиліть діяльності вони підготували багато ботаніків та екологів у цій лабораторії, до її закриття у 1940 році. Свої праці вони публікували спільно та окремо, Клементс перекладала деякі їхні книги та статті іноземними мовами.
Клементси об’їздили Великі рівнини та Південний захід, заохочуючи проводити природоохоронні заходи для протидії руйнуванню сільськогосподарських угідь та пасовищ.
Едіт Клементс проілюструвала низку їхніх спільних видань, таких як Rocky Mountain Flowers (1914) та Flowers of Coast and Sierra (1928), а також публікації Фредеріка: Plant Succession (1916, яку вона також допомогала укладати), Adaptation and Origin in the Plant World: The Role of Environment in Evolution (1939), та Dynamics of Vegetation (1949). У 1916 році кольорові іллюмтрації з Rocky Mountain Flowers були видані як окремий збірник 175 найяскравіших квітів регіону під назвою Flowers of Mountain and Plain. Письменниця Вілла Катер, натуралістка та друг Клементсів, була вражена цією публікацією. В інтерв’ю 1921 року Катер зазначила: «Є одна книга, яку я воліла б написати, ніж усі мої романи. Це ботаніка Клементса, яка стосується польових квітів Заходу» (під цим вона, ймовірно, мала на увазі 'Rocky Mountain Flowers).
У 1960 році, у віці вісімдесяти шести років, Клементс опублікувала мемуари «Пригоди в екології: півмільйона миль», в яких вона розповіла історію «двох екологів рослин, які жили і працювали разом».
У 1941 році Фредерік вийшов у відставку, помер у 1945 році. Едіт продовжувала працювати над їхніми спільними рукописами та писати статті аж до своєї смерті в Ла-Хойя у 1971 році.

## Вшанування пам'яті
У 2012 році Клементс була номінована до Залу слави Небраски.
Архів Університету Вайомінгу Едіт та Фредеріка Клементсів, містить фотографії періоду 1893–1944 років, польові нотатки, наукове листування, рукописи та наукові статті, а також щоденники Едіт за період 1907–1966 років. Окрім того, Університет Небраски оцифрував невелику колекцію листів Клементс до своєї родини про поїздку 1911 року, яку вони з Фредеріком здійснили до Європи для участі в міжнародній зустрічі ботаніків та екологів. 

## Окремі публікації

### Книги
- Adventures in Ecology: Half a Million Miles: From Mud to Macadam (1960)
- Flowers of Coast and Sierra (1928)
- Flower Families and Ancestors (1928, with Frederic Clements)
- Flowers of Mountain and Plain (1916)
- Rocky Mountain Flowers (1914; with Frederic Clements)

### Інші публікації
- "The Flower Pageant of the Midwest" (1939; with Frederic Clements)
- "The Relation of Leaf Structure to Physical Factors" (1905; Ph.D. dissertation) (вільний доступ до повного тексту)

### Колекції
- Cryptogamae Formationum Coloradensium (1905–1908; with Frederic Clements; issued in print in 1972)
- Herbaria Formationum Coloradensium (1903; with Frederic Clements)